# Masseuddøen
Massedød, masseuddøen, masseudryddelse, masseudslettelse er betegnelser for verdensomspændende katastrofer (på engelsk extinction events) der har udslettet meget store dele af Jordens dyre- og planteliv. Det er sket fem gange i phanerozoikum, dvs. de sidste 542 millioner år af Jordens historie, og ind imellem har der været mange andre tidspunkter, hvor antallet af dyre- og plantearter pludseligt er faldet. De mest kendte ofre for masseudryddelse er dinosaurerne.
Masseudslettelserne er konstateret ved at sammenligne forekomsten af fossiler før og efter disse hændelser og det har vist, at store ændringer i biodiversiteten er sket pludseligt, og at livets udvikling på afgørende måde er blevet ændret. De fossile vidnesbyrd viser at livet på Jorden igennem hele phanerozoikum har formet sig i perioder af skiftevis gradvis og springvis udvikling, artsselektion og evolution.
Forskere finder at vi nu står midt i den sjette store massedød.

## Årsager til massedød
Blandt årsagerne til masseudslettelser kan være
- ændringer af miljøet som ændring i havniveauet, ilttab i havet, tørke og ændringer i havstrømme
- katastrofer som nedslag af et stort meteoroid, stråling fra en supernova, en voldsom vulkanaktivitet og en pludselig frigivelse af metanhydrater fra havbunden.[4]
- måske også flip-flop af jordens magnetfelt.[5]

## Er Jorden midt i en stor massedød?
Da det er sket før, er spørgsmålet, om det kan ske igen. Forskere mener nu, at vi står midt i den sjette store massedød og at den er forårsaget af menneskelige aktiviteter som
- inddragelse af landområder til landbrug, skovning og bosættelse,
- introduktion af invasive arter,
- kulstofudledning der medfører klimaændringer og opvarmning og forsuring af havene og
- anvendelse af giftige kemikalier der ændrer og forgifter økosystemer.[2][9]

## 50.000 år siden
Perioden fra omkring 50.000 - 11.000 år siden under den seneste istid, kaldet Weichsels istid, betegnes af danske forskere som en af historiens voldsomste episoder med masseuddøen af de store pattedyr, hvor over 70 procent af slægter som fortidselefanter, sabelkatte og kæmpedovendyr pludselig forsvandt i Nordamerika, Sydamerika og Australien. Derimod var det kun 36 procent af slægterne i Europa-Asien og kun 20 procent af slægterne i Afrika, der forsvandt.
Særligt den afsluttende kuldeperiode, kendt som Yngre Dryas, mellem 12.800 og 11.600 år siden, kostede store ofre.

## 65 millioner år siden
Den femte store massedød. En af de største masseudryddelser skete på grænsen mellem Kridt og Tertiær for ca. 65 mio. år siden, da ca. 75% af alle arter forsvandt. Hændelsen kaldes K-Pg massedøden efter Kridt-Palæogen-grænsen, på engelsk Cretaceous–Paleogene extinction event, tidligere K-T grænsen. Blandt de uddøde arter er dinosaurerne og mange krybdyr og flyveøgler. Af nye arter kan nævnes pattedyr og fugle. Årsagen til denne masseuddød menes nu at være meteornedslaget i Chicxulub på Yucatán-halvøen i Mexico. På Stevns Klint markerer fiskeleret tydeligst i hele verden denne masseudryddelse.

## 200 millioner år siden
Den fjerde store massedød. På overgangen mellem Trias og Jura uddøde 70-75 % af alle arter. Denne masseuddøen kaldes for trias-juramassedøden, på engelsk Triassic–Jurassic extinction event
Blandt de uddøde arter er mange archosaurer, therapsider og padder.

## 252 millioner år siden
Den tredje store massedød. Den største masseuddøen skete på overgangen mellem perm og trias, hvor 90-96% af alle arter blev udslettet. Da der var tabt så megen biodiversitet, tog det væsentligt længere for livet på jorden at komme sig efter denne end efter nogen anden masseudryddelse. Man har kaldt hændelsen for "alle masseudryddelsers moder" eller på engelsk "the great dying".

## 360-377 millioner år siden
Den anden store massedød. Over et tidsrum på op til 17 millioner år blev 70 % af alle arter udslettet. Hændelserne kaldes for sendevon-masseuddøden, på engelsk Late Devonian extinction event. Hændelsen for 360 millioner år siden ved overgangen til kultiden kaldes for Hangenberg-begivenheden, og hændelsen for 377 millioner år siden kaldes for Kellwasser-begivenheden.
Denne masseuddøen skyldtes formentlig store klimaændringer fra varme til kulde, der ødelagde det tropiske, marine økosystem.

## 450–440 millioner år siden
Den første store massedød. To hændelser i slutningen af ordovicium på overgangen til silur, på engelsk Ordovician–Silurian extinction event udryddede 60-70% af alle arter. Disse hændelser regnes for den andenstørste udryddelse i Jordens historie.

## Total massedød?
Hvad skal der til for at udrydde livet på Jorden fuldstændigt? Forskere opregner følgende hændelser med apokalyptiske konsekvenser: vulkanudbrud, asteroidnedslag, nedfrysning og størkning af Jordens kerne, forekomsten af et gamma ray burst, GRB, i solsystemets nærhed, eller en stjerne, der vandrer ind i solsystemet, eller livet vil slå sig selv ihjel eller solens uundgåelige udvidelse.

## Eksterne links
- Wikimedia Commons har flere filer relateret til Masseuddøen
- Tidlig masseuddøen banede vejen for moderne hvirveldyr. Videnskab.dk 2012
- Er dommedag virkelig nær? Information.dk
- Geologi - ikke klima - skyld i masseudryddelser. Videnskab .dk
- Grønlandsekspedition på sporet af klodens første dyr
- Store masseudryddelser. Ingeniøren Arkiveret 20. maj 2022 hos  Wayback Machine
- Masseudryddelser ikke altid pludselige
- Jordens største masseudryddelse... Videnskab.dk
- Klimaforandringer udsletter klodens øgler. Videnskab.dk
- Mass Extinctions: What Humans Can Learn from the Past. Livescience.com
- 6 times the Earth turned against life and won. Science Dump Arkiveret 26. april 2015 hos  Wayback Machine

1. ↑  What are mass extinctions, and what causes them? National Geographic 2019
2. 1 2  It’s official: scientists say we're entering Earth's sixth mass extinction. Science Alert
3. ↑  Earth has entered into a sixth mass extinction event. Wired 2017
4. ↑  An Exploding Star 65 Light-Years From Earth May Have Triggered a Mass Extinction. ScienceAlert
5. ↑  A magnetic field reversal 42,000 years ago may have contributed to mass extinctions. ScienceNews 2021
6. ↑  How long will life survive on planet Earth? BBC
7. ↑  New hypothesis suggests dark matter wiped out the dinosaurs. Science Alert
8. ↑  The 12 Signs That Show We're in The Middle of a 6th Mass Extinction.. ScienceAlert 2019
9. ↑  Earth’s sixth mass extinction has begun, new study confirms. The Conversation
10. ↑  Hvem udryddede fortidens store pattedyr? Videnskab.dk 2013
11. ↑  Dansker fandt afgørende bevis: Meteor slog dinoer ihjel. Videnskab.dk 2010
12. ↑  Finally, We Know What Killed Sea Life in The Deadliest Mass Extinction in History. ScienceAlert 2019
13. ↑  Forskere finder årsag til masseuddøen for 375 millioner år siden. Videnskab.dk
14. ↑  The Uninhabitable Earth. The New York Magazine 2017
15. ↑  How long will life survive on planet Earth? BBC 2017